# Seznam Liejevih grup
Seznam Liejevih grup vsebuje nekatere Liejeve grupe in z njimi povezane Liejeve algebre.

## Realne Liejeve grupe in njihove algebre
Legenda
- CM: Je  grupa G kompaktna? (Da-D ali ne-N)
- {\displaystyle \pi _{0}}: Nam prikazuje grupe komponent za G. Red komponent grup nam da število  povezanih komponent. Grupa je  povezana, če in samo, je grupa komponent trivialna (označena z 0).
- {\displaystyle \pi _{1}}: Nam prikazuje osnovno grupo za G, kadarkoli je G povezana grupa. Ta grupa je enostavno povezana, če in samo, če je osnovna grupa trivialna (označena z 0).
- UC: Kadar G ni enostavno povezana grupa, nam da univerzalno pokritje za G.

| Liejeva grupa | opis | CM | {\displaystyle \pi _{0}} | {\displaystyle \pi _{1}} | UC          | opomba                                                                                               | Liejeva algebra                                                                                                | razsež./R |
| ------------- | --- | -- | ------------------------ | ------------------------ | ----------- | --- | --- | --------- |
| Rn            | evklidski prostor s seštevanjem                                                                               | N  | 0                        | 0                        |             | abelova                                                                                              | Rn | n         |
| R×            | neničelna realna števila z množenjem                                                                          | N  | Z2                       | –                        |             | abelova                                                                                              | R | 1         |
| R+            | pozitivna realna števila z množenjem                                                                          | N  | 0                        | 0                        |             | abelova                                                                                              | R | 1         |
| S1 = U(1)     | krožna grupa: kompleksna števila z absolutno vrednostjo 1, z množenjem;                                       | D  | 0                        | Z                        | R           | abelova, izomorfna za SO(2), Spin(2) in R/Z                                                          | R | 1         |
| Aff(1)        | obrnljiva afine transformacije iz R v R.                                                                      | N  | Z2                       | 0                        |             | rešljiva, polneposredni produkt za R+ in R×                                                          | {\displaystyle \left\{\left[{\begin{smallmatrix}a&b\\0&0\end{smallmatrix}}\right]:a,b\in \mathbb {R} \right\}} | 2         |
| H×            | neničelni kvaternioni z množenjem                                                                             | N  | 0                        | 0                        |             | | H | 4         |
| S3 = Sp(1)    | kvaternioni z absolutno vrednostjo 1, z množenjem; topološko 3-sfera                                          | D  | 0                        | 0                        |             | izomorfno z SU(2) in Spin(3); dvojno pokritje za SO(3)                                               | Im(H) | 3         |
| GL(n,R)       | splošna linearna grupa: obratna n×n realna matrike                                                            | N  | Z2                       | –                        |             | | M(n,R) | n2        |
| GL+(n,R)      | n×n realne matrike s pozitivno determinanto                                                                   | N  | 0                        | Z n=2 Z2 n>2             |             | GL+(1,R) je izomorfen z R+ in je enostavno povezan                                                   | M(n,R) | n2        |
| SL(n,R)       | specialna linearna grupa: realne matrike z determinanto 1                                                     | N  | 0                        | Z n=2 Z2 n>2             |             | SL(1,R) ena točka in zato kompaktna in enostavno povezana                                            | sl(n,R) | n2−1      |
| SL(2,R)       | Izometrije z ohranitvijo orientacije za Poincaréjeva polravnina, izomorfna z SU(1,1) ter izomorfna z Sp(2,R). | N  | 0                        | Z                        |             | univerzalno pokritje nima končno razsežnih predstavitev.                                             | sl(2,R) | 3         |
| O(n)          | ortogonalna grupa: realne ortogonalne matrike                                                                 | D  | Z2                       | –                        |             | simetrijska grupa sfere (n=3) ali hipersfere.                                                        | so(n) | n(n−1)/2  |
| SO(n)         | specialna ortogonalna grupa: realne ortogonalne matrike z determinanto 1                                      | D  | 0                        | Z n=2 Z2 n>2             | Spin(n) n>2 | SO(1) je samo ena točka in SO(2) je izomorfna s krožno grupo, SO(3) je krožna grupa sfere.           | so(n) | n(n−1)/2  |
| Spin(n)       | spinska grupa: dvojno pokrivanje za SO(n)                                                                     | D  | 0 n>1                    | 0 n>2                    |             | Spin(1) je izomorfen z Z2 in ni povezan; Spin(2) je izomorfen s krožno grupo in ni enostavno povezan | so(n) | n(n−1)/2  |
| Sp(2n,R)      | simplektična grupa: realne simplektične matrike                                                               | N  | 0                        | Z                        |             | | sp(2n,R) | n(2n+1)   |
| Sp(n)         | kompaktna simplektična grupa: kvaternionskih n×n unitarnih matrik                                             | D  | 0                        | 0                        |             | | sp(n) | n(2n+1)   |
| U(n)          | unitarna grupa: kompleksnih n×n unitarnih matrik                                                              | D  | 0                        | Z                        | R×SU(n)     | Za n=1: je izomorfna z S1. Opomba: to ni kompleksna Liejeva grupa/algebra                            | u(n) | n2        |
| SU(n)         | specialna unitarna grupa: kompleksna n×n unitarne matrike z determinanto 1                                    | D  | 0                        | 0                        |             | Opomba: to ni kompleksna Liejeva grupa/algebra                                                       | su(n) | n2−1      |

## Realne Liejeve algebre
Legenda:
- S: Je algebra enostavna? (Da-D ali ne_N)
- SS: Je algebra polenostavna? (Da-D ali ne-N)

| Liejeva algebra | opis | S | SS | opombe                                            | razsež./R |
| --------------- | --- | - | -- | ------------------------------------------------- | --------- |
| R               | realna števila, Liejev oklepaj je nič |   |    |                                                   | 1         |
| Rn              | Liejev oklepaj je nič |   |    |                                                   | n         |
| H               | kvaternioni z Liejevim oklepajem kot komutatorjem |   |    |                                                   | 4         |
| Im(H)           | kvaternioni z ničelnim realnim delom in z Liejevim oklepajem kot komutatorjem, izomorfni z realnimi 3-vektorji, z Liejevim oklepajem vektorskega produkta, je tudi izomorfna z su(2) in so(3,R) | D | D  |                                                   | 3         |
| M(n,R)          | n×n matrike, z Liejevim oklepajem kot komutatorjem |   |    |                                                   | n2        |
| sl(n,R)         | kvadratne matrike s sldjo 0 in z Liejevim oklepajem kot komutatorjem |   |    |                                                   | n2−1      |
| so(n)           | poševnosimetrične kvadratne realne matrike z Liejevim oklepajem kot komutatorjem. | D | D  | Izjema: so(4) je polpreprosta, toda ni preprosta. | n(n−1)/2  |
| sp(2n,R)        | realne matrike, ki zadoščajo JA + ATJ = 0 kjer je J običajna poševnosimetrična matrika | D | D  |                                                   | n(2n+1)   |
| sp(n)           | kvadratne kvaternionske matrike A, ki zadoščajo A = −A*, in Liejevim oklepajem kot komutatorjem                                                                                                 | D | D  |                                                   | n(2n+1)   |
| u(n)            | kvadratne kompleksne matrike A, ki zadoščajo A = −A* z Liejevim oklepajem kot komutatorjem |   |    |                                                   | n2        |
| su(n) n≥2       | kvadratne kompleksne matrike A s sledjo 0, ki zadoščajo A = −A* z Liejevim oklepajem kot komutatorjem                                                                                           | D | D  |                                                   | n2−1      |

## Kompleksne Liejeve grupe in njihove algebre
Vpisana razsežnost je razsežnost nad C. Vsako kompleksno Liejevo groupo/algebro lahko gledamo kot realno Liejevo groupo/algebro z dvakratno razsežnostjo.
| Liejeva grupa | opis                                                                         | CM | {\displaystyle \pi _{0}} | {\displaystyle \pi _{1}} | UC      | opombe | Liejeva algebra | razsež./C |
| ------------- | ---------------------------------------------------------------------------- | -- | ------------------------ | ------------------------ | ------- | --- | --------------- | --------- |
| Cn            | grupna operacija je seštevanje                                               | N  | 0                        | 0                        |         | abelova | Cn              | n         |
| C×            | neničelna kompleksna števila z množenjem                                     | N  | 0                        | Z                        |         | abelova | C               | 1         |
| GL(n,C)       | splošna linearna grupa: obrnljiva n×n kompleksne matrike                     | N  | 0                        | Z                        |         | Zan=1: izomorfne z C×                                                                                                   | M(n,C)          | n2        |
| SL(n,C)       | specialna linearna grupa: kompleksne matrike z determinanto 1                | N  | 0                        | 0                        |         | za n=1 je to samo ena točka in je zato kompaktna.                                                                       | sl(n,C)         | n2−1      |
| SL(2,C)       | posebni primer SL(n,C) za n=2                                                | N  | 0                        | 0                        |         | izomorfna s Spin(3,C), izomorfna s Sp(2,C)                                                                              | sl(2,C)         | 3         |
| PSL(2,C)      | projektivna specialna linearna grupa                                         | N  | 0                        | Z2                       | SL(2,C) | izomorfna z Möbiusovo grupo, izomorfna z omejeno Lorenzevo grupo SO+(3,1,R), izomorfna z SO(3,C).                       | sl(2,C)         | 3         |
| O(n,C)        | ortogonalna grupa: kompleksne ortogonalne matrike                            | N  | Z2                       | –                        |         | kompakten za n=1 | so(n,C)         | n(n−1)/2  |
| SO(n,C)       | specialna ortogonalna grupa: kompleksne ortogonalne matrike z determinanto 1 | N  | 0                        | Z n=2 Z2 n>2             |         | SO(2,C) je abelova in izomorfna s C×; neabelova za n>2. SO(1,C) je samo ena točka in zatokompaktnain enostavno povezana | so(n,C)         | n(n−1)/2  |
| Sp(2n,C)      | simplektična grupa: kompleksne simplektične matrike                          | N  | 0                        | 0                        |         | | sp(2n,C)        | n(2n+1)   |

## Kompleksne Liejeve algebre
Razsežnost, ki je podana, je razsežnost nad C. Vsako kompleksno Liejevo algebro lahko gledamo kot realno Liejevo algebro z dvakratno razsežnostjo.
| Liejeva algebra | opis                                                                                        | S | SS | opombe                                                | razsež./C |
| --------------- | ------------------------------------------------------------------------------------------- | - | -- | ----------------------------------------------------- | --------- |
| C               | kompleksna števila                                                                          |   |    |                                                       | 1         |
| Cn              | Liejev oklepaj je nič                                                                       |   |    |                                                       | n         |
| M(n,C)          | n×n matrike, z Liejevim oklepajem kot komutatorjem                                          |   |    |                                                       | n2        |
| sl(n,C)         | kvadratne matrike s trace 0, z Liejevim oklepajem kot komutatorjem                          | D | D  |                                                       | n2−1      |
| sl(2,C)         | posebni primer sl(n,C) z n=2                                                                | D | D  | izomorfna z su(2) {\displaystyle \otimes } C          | 3         |
| so(n,C)         | antisimetrične kvadratne kompleksne matrike z Liejevim oklepajem kot komutatorjem           | D | D  | Izjema: so(4,C) je polenostavna, vendar ni enostavna. | n(n−1)/2  |
| sp(2n,C)        | kompleksne matrike, ki zadoščajo JA + ATJ = 0, kjer je J običajna poševnosimetrična matrika | D | D  |                                                       | n(2n+1)   |